# Ebughu jezik
Ebughu jezik (oron ISO 639-3: ebg), nigersko-kongoanski jezik uže skupine obolo unutar koje čini samostalnu istoimenu podskupinu čiji je jedini predstavnik. Govori ga 5 000 ljudi (1988) u nigerijskoj državi Akwa Ibom, u Mbo i Oron LGA.
Etnička grupa zove se Ebughu.

## Vanjske poveznice
- Ethnologue (14th)
- Ethnologue (15th)